# Lucía Álvarez (personaje)
María Lucía Álvarez Muñoz es un personaje ficticio de la serie de Antena 3 Aquí no hay quien viva
Es la hija de un constructor inmobiliario, en cuya empresa trabaja, se caracteriza por ser la joven de clase alta que lo ha tenido todo fácil en la vida. 
Llegó a Desengaño 21 junto con su pareja de entonces, sin embargo lo dejarán el día que se casan porque él le puso los cuernos la noche anterior a la boda. 
Finalmente comienza su relación con un ecologista, que la hace cambiar, y provoca que se vaya a vivir a Somalia con una ONG.

## Personalidad
Lucía es una joven acostumbrada a comprar ropa cara y a tenerlo todo fácil, al tener siempre empleo en la empresa de su padre. A pesar de su mentalidad de clase alta, también es hippie y bohemia.

## Biografía
María Lucía Álvarez-Pérez y Reinares, nació en 1976 en un gran piso del barrio de Salamanca (Madrid) tiene 2 hermanos, Diego y Clara. Se marcha junto a su novio, Roberto a vivir a Desengaño 21 y comienzan los preparativos de boda, pero finalmente la anulan por la discusión entre los padres de ambos durante la cena de Nochevieja. Tras unas vacaciones tienen una gran crisis y terminan separándose. La separación hace que decida montar su propia negocio, un restaurante llamado "Come y calla", pero termina cerrando porque una gran boda no fue pagada por culpa de que Roberto y la novia se liaran en el baño durante la comida. Tras el cierre del negocio comienza una relación con Carlos, pero tras saberse que dejó embarazada a la exmujer de su hermano lo dejan volviendo con Roberto, quien le es infiel en la noche anterior a la boda. Tras ello decide volver con Carlos.
Lucía se enamora de Yago, un ecologista y líder de Aldeas Verdes, a quien conoce durante las vacaciones de verano, cuando aún estaba comprometida con Carlos. Lo deja con él y comienza su relación con el ecologista, pero Yago la deja porque cree que le ha sido infiel con Carlos, aunque más tarde vuelven. Él intenta cambiarla, haciéndolo finalmente y provocando que decida marcharse a Somalia con una ONG, aunque él, siendo más superficial y no queriendo abandonar Madrid, hace que termine marchándose ella sola.
Actualmente, Lucía sigue viviendo en Somalia, dedicada al cuidado de los niños. Allí según dice su padre, sufrió un secuestro de la guerrilla africana.

## Premios y nominaciones
La actriz María Adánez ha sido galardonada con el premio de la Unión de Actores a la mejor actriz protagonista de televisión en su decimocuarta edición.